# Hlersu jezik
Hlersu jezik (shansu, sansu, lesu; ISO 639-3: hle), novopriznati (2008) jezik centralne ngwi skupine, sinotibetska porodica, kojim govori 15 000 ljudi (2007) u 89 sela u središnjem Yunnanu, Kina. U okrugu Xinping govori se u (40 sela), okrug Yuanjiang (38), okrug Eshan (5) i okrug Shiping (5)
Srodan je jeziku lolopo [ycl]. Pripadnici etničke grupe Sansu u prošlosti su bili robovi naroda Yi.